# Alisha Klass

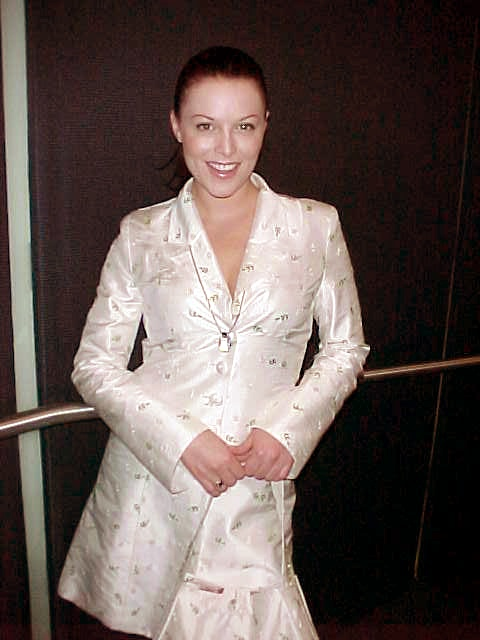
Alisha Klass (2001)

Alisha Klass (* 3. Januar 1972 in Chino, Kalifornien als Alicia Lynn Pieri) ist eine ehemalige US-amerikanische Pornodarstellerin.
Klass begann ihre Karriere in der Pornoindustrie 1997 als Assistentin des Produzenten Seymore Butts, in dessen Pornofilmen sie später auch selbst auftrat. Ihr besonderes Kennzeichen ist die Fähigkeit, mehrfach zu ejakulieren. Sie trat sowohl in hetero- als auch in homosexuellen Szenen auf.
2001 war Klass kurzzeitig mit dem Schauspieler Bruce Willis liiert. Im Kinofilm Macht der Begierde (engl. The Center of the World) von Regisseur Wayne Wang hatte sie im gleichen Jahr einen kurzen Auftritt als Stripperin. Neben ihrem Auftritt, der explizite Darstellungen beinhaltete, ist sie auf dem Filmplakat und auf einer Internetpräsenz, die zur Werbung für den Film erstellt wurde, zu sehen.

## Auszeichnungen

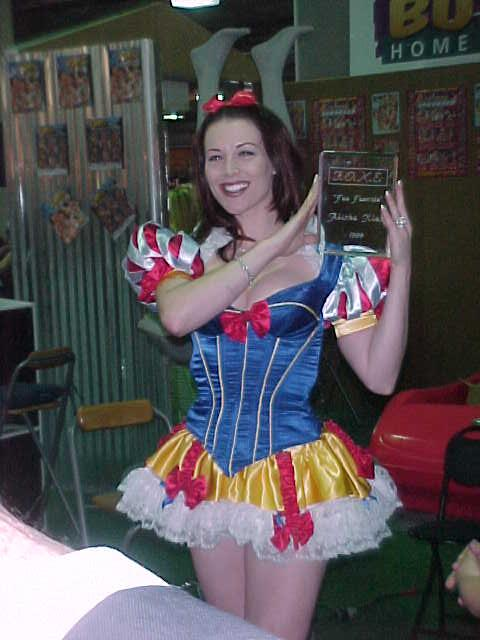
Alisha Klass in Verkleidung und mit ihrem FOXE Award (2000)

- 1997: XRCO Award für Best Anal Sex Scene
- 1998: XRCO Award für Best Girl-Girl Scene
- 1998: XRCO Award für Best Anal Or D.P. Scene
- 1999: AVN Award als Best New Starlet
- 1999: AVN Award für ihr Mitwirken in dem Film Tushy Heaven in den Kategorien Best Group Sex Scene – Video und Best Anal Sex Scene – Video
- 1999: FOXE Award als Female Fan Favorite
- 2000: AVN Award für ihr Mitwirken in dem Film Tampa Tushy Fest in der Kategorie Best All-Girl Sex Scene – Video
- 2001: AVN Award für ihr Mitwirken in dem Film Mission to Uranus in der Kategorie Best Group Sex Scene – Video
- 2012: Aufnahme in die AVN Hall of Fame